# Cristina Madalena do Palatinado-Zweibrücken-Kleeburg
Cristina Madalena de Zweibrücken-Kleeburg (em sueco: Kristina Magdalena; Nicopinga, 27 de maio de 1616 – Castelo de Karlsburg, 4 de agosto de 1662) da Casa de Wittelsbach foi uma nobre criada na Suécia que se tornou marquesa consorte de Baden-Durlach pelo seu casamento com o marquês Frederico VI de Baden-Durlach. Filha do conde palatino João Casimiro de Zweibrücken-Kleeburg e da princesa Catarina da Suécia, Cristina era uma neta do rei Gustavo I da Suécia. Era também irmã mais velha do rei Carlos X da Suécia.

## Biografia
Cristina Madalena foi descrita como sendo "uma mulher um tanto bonita e agradável" e terá sido amiga da rainha-viúva Maria Leonor de Brandemburgo. Após a morte da sua mãe, o parlamento sueco pediu-lhe que contribuísse para a educação da filha de Maria Leonor, a rainha Cristina da Suécia, algo que a condessa fez até se casar em 1642.
As negociações para o seu casamento começaram em 1637 e, entre os candidatos, encontrava-se "um jovem e rico marquês de Huntly". Em 1641, o marquês Frederico VI de Baden-Durlach visitou a Suécia. Depois de ter feito amizade com o irmão de Cristina, tornou-se seu pretendente.
A 30 de Novembro de 1642, Cristina casou-se com Frederico. O casamento foi adiado por alguns dias depois de haver um incêndio durante o baile que se realizou na véspera da primeira data marcada para o casamento: 26 de Novembro. O seu marido candidatou-se para uma posição no exército sueco, mas este não aceitava príncipes estrangeiros, por isso o casal mudou-se para a Alemanha.

## Descendência
Do seu casamento nasceram os seguintes filhos:
1. Frederico Casimiro de Baden-Durlach (27 de novembro de 1643 - 1644), morreu com poucos meses de idade.
2. Cristina de Baden-Durlach (22 de abril de 1645 - 21 de dezembro de 1705), casada primeiro com o marquês Alberto II de Brandemburgo-Ansbach; sem descendência. Casada depois com o duque Frederico I de Saxe-Gotha-Altenburg; sem descendência.
3. Leonor Catarina de Baden-Durlach (4 de maio de 1646 - 9 de julho de 1646), morreu com dois meses de idade.
4. Frederico VII de Baden-Durlach (23 de setembro de 1647 - 25 de junho de 1709), marquês de Baden-Durlach de 1677 até à morte. Casado com a duquesa Augusta Maria de Holstein-Gottorp; com descendência.
5. Carlos Gustavo de Baden-Durlach (27 de setembro de 1648 - 24 de outubro de 1703), casado com a duquesa Ana Sofia de Brunswick-Wolfenbüttel; com descendência.
6. Catarina Bárbara de Baden-Durlach (4 de Junho de 1650 - 14 de Janeiro de 1733), cónega de Herford; sem descendência.
7. Joana Isabel de Baden-Durlach (6 de novembro de 1651 - 28 de setembro de 1680), casada com o marquês João Frederico de Brandemburgo-Ansbach; com descendência.
8. Frederica Leonor de Baden-Durlach (6 de março de 1658 - 13 de abril de 1658), morreu com um mês de idade.

## Genealogia
| Cristina Madalena de Zweibrücken-Kleeburg | Pai: João Casimiro de Zweibrücken-Kleeburg | Avô paterno: João I de Zweibrücken           | Bisavô paterno: Wolfgang de Zweibrücken         |
| Cristina Madalena de Zweibrücken-Kleeburg | Pai: João Casimiro de Zweibrücken-Kleeburg | Avô paterno: João I de Zweibrücken           | Bisavó paterna: Ana de Hesse                    |
| Cristina Madalena de Zweibrücken-Kleeburg | Pai: João Casimiro de Zweibrücken-Kleeburg | Avó paterna: Madalena de Jülich-Cleves-Berg  | Bisavô paterno: Guilherme de Jülich-Cleves-Berg |
| Cristina Madalena de Zweibrücken-Kleeburg | Pai: João Casimiro de Zweibrücken-Kleeburg | Avó paterna: Madalena de Jülich-Cleves-Berg  | Bisavó paterna: Maria da Áustria                |
| Cristina Madalena de Zweibrücken-Kleeburg | Mãe: Catarina da Suécia                    | Avô materno: Carlos IX da Suécia             | Bisavô materno: Gustavo I da Suécia             |
| Cristina Madalena de Zweibrücken-Kleeburg | Mãe: Catarina da Suécia                    | Avô materno: Carlos IX da Suécia             | Bisavó materna: Margarida Leijonhufvud          |
| Cristina Madalena de Zweibrücken-Kleeburg | Mãe: Catarina da Suécia                    | Avó materna: Ana Maria do Palatinado-Simmern | Bisavô materno: Luís VI, Eleitor Palatino       |
| Cristina Madalena de Zweibrücken-Kleeburg | Mãe: Catarina da Suécia                    | Avó materna: Ana Maria do Palatinado-Simmern | Bisavó materna: Isabel de Hesse                 |